# Marie-Amélie de Nassau-Dillenbourg
Marie-Amélie de Nassau-Dillenbourg (27 août 1582 – 31 octobre 1635), est la fille de Jean VI de Nassau-Dillenbourg et de sa seconde épouse, la comtesse Palatine Cunégonde-Jacobée de Simmern.

## Mariage et descendance
En 1600, elle épouse son cousin Guillaume Ier, comte de Solms-Braunfels, un fils de Conrad de Solms-Braunfels et d’Élisabeth de Nassau-Dillenbourg, qui est la tante de Marie-Amélie. Ils ont les enfants suivants:
- Jeanne-Élisabeth (27 décembre 1602 - 27 mars 1627)
- Jean Conrad (17 décembre 1603 - 4 décembre 1635), épouse Anne-Marguerite de Solms-Hohensolms
- Juliana (30 mai 1605 - 16 août 1629)
- Sabine (née le 9 juillet 1606), épouse Georges Hartmann de Zinzendorf-Pottendorf
- Amélie (11 septembre 1607 - 4 novembre 1608)
- Guillaume II (9 août 1609 - 19 juillet 1676), marié à Jeannette-Sibylle de Solms-Hohensolms et en secondes noces avec Ernestine Sophie de Hohenlohe-Schillingsfürst
- Louis (7 avril 1614 - 7 novembre 1676), a épousé Anne-Marie de Criechingen
- Cunégonde (18 juin 1615 - 22 octobre 1635)
- Anne-Amélie (2 juin 1617 - 4 novembre 1635), épouse de Philippe Reinhard II de Solms-Hohensolms
- Ernest-Casimir (11 juin 1620 - 9 août 1648)